# Статистичний бутстреп
Статистичний бутстреп (бутстреп, бутстреппінг, англ. bootstrap, bootstrapping) — практичний комп'ютерний метод визначення статистик  імовірнісних розподілів, заснований на багаторазовій генерації виборок  методом Монте-Карло на базі наявної вибірки. Дозволяє просто і швидко оцінювати найрізноманітніші статистики (довірчі інтервали,  дисперсію,  кореляцію і так далі) для складних моделей.
Запропоновано в 1977 році Бредлі Ефроном (перша публікація належить до 1979 р.). Суть методу полягає в тому, щоб з наявної вибірки сформувати досить велику кількість (5-10 тис.) псевдовибірок, розмір кожної з яких збігається з вихідною, що складаються з випадкових комбінацій вихідного набору елементів (в результаті в одній псевдовиборці деякі вихідні елементи можуть зустрітися кілька разів, тоді як інші — відсутні), і для кожної отриманої псевдовибірки визначити значення аналізованих статистичних характеристик з метою вивчити їх розкид, стійкість, розподіл.
Поряд з методами «складаного ножа», перехресного затверджування та перестановочного тестування становить клас методів генерації повторної вибірки.